# Saint-Drézéry
Saint-Drézéry (auch: Saint-Drézéry de Courbessac; okzitanisch Sant Dreseri) ist eine französische Gemeinde mit 2952 Einwohnern (Stand: 1. Januar 2022) im Département Hérault in der Region Okzitanien. Sie gehört zum Arrondissement Montpellier und zum Kanton Le Crès. Die Einwohner werden Saint-Drézériens genannt.

## Geographie
Saint-Drézéry liegt etwa 15 Kilometer nordöstlich von Montpellier. Umgeben wird Saint-Drézéry von den Nachbargemeinden Montaud im Norden und Westen, Saint-Jean-de-Cornies im Nordosten, Beaulieu im Osten, Sussargues im Südosten sowie Castries im Süden und Südwesten.

## Bevölkerungsentwicklung
| Bevölkerungsentwicklung | Bevölkerungsentwicklung | Bevölkerungsentwicklung | Bevölkerungsentwicklung | Bevölkerungsentwicklung | Bevölkerungsentwicklung | Bevölkerungsentwicklung | Bevölkerungsentwicklung | Bevölkerungsentwicklung |
| ----------------------- | ----------------------- | ----------------------- | ----------------------- | ----------------------- | ----------------------- | ----------------------- | ----------------------- | ----------------------- |
| Jahr                    | 1962                    | 1968                    | 1975                    | 1982                    | 1990                    | 1999                    | 2006                    | 2017                    |
| Einwohner               | 523                     | 555                     | 574                     | 1017                    | 1329                    | 1754                    | 2093                    | 2526                    |

## Sehenswürdigkeiten
- Kirche Saint-Didier
- Schloss aus dem 17. Jahrhundert mit Park